# Bandiera di Palau
La bandiera di Palau è stata adottata il 1º gennaio 1981. Il disegno della bandiera nazionale di Palau è molto semplice: un disco giallo-oro è caricato leggermente fuori asse verso l'asta su un campo azzurro cielo.
Nella bandiera del Giappone, molto simile a quella della Repubblica di Palau per disegno ma non per colori e accentramento (quest'ultimo più simile a quello della bandiera della Marina imperiale giapponese), il disco rosso rappresenta il sole, mentre nella bandiera della piccola nazione oceaniana il disco rappresenta la luna; simile anche per la bandiera del Bangladesh soltanto per i colori rosso e verde.
La spiegazione di tale scelta è da ricercarsi nella storia e nelle tradizioni della popolazione locale. Il periodo in cui la luna è piena è in effetti considerato il miglior tempo per qualsivoglia attività umana: la pesca, la semina, il raccolto, l'intaglio delle canoe; inoltre, in questo periodo vengono svolte le celebrazioni. La luna è vista come un simbolo di tranquillità, amore e pace; lo sfondo azzurro indica il passaggio dalla dominazione straniera (spagnoli, tedeschi e giapponesi) all'autogoverno.

## Bandiere storiche

Bandiera della Spagna, che possedette Palau come parte delle Indie orientali spagnole sino al 1899
Bandiera dell'Impero coloniale tedesco, utilizzata in alcune zone di Palau dal 1885, mentre su tutto Palau dal 1899 al 1914
Bandiera dell'Impero giapponese, utilizzata a Palau dal 1919 al 1944
Bandiera del Mandato giapponese del Pacifico meridionale, utilizzata dal 1919 al 1947
Bandiera degli Stati Uniti d'America a 48 stelle utilizzata a Palau nel Territorio fiduciario delle Isole del Pacifico (insieme alla Bandiera delle Nazioni Unite a partire dal 1947) dal 1944 al 1959
Bandiera dell'Organizzazione delle Nazioni Unite utilizzata a Palau nel Territorio fiduciario delle Isole del Pacifico insieme alla Bandiera degli Stati Uniti d'America dal 1947 al 1965
Bandiera degli Stati Uniti d'America a 49 stelle utilizzata a Palau nel Territorio fiduciario delle Isole del Pacifico insieme alla Bandiera delle Nazioni Unite dal 1959 al 1960
Bandiera degli Stati Uniti d'America a 50 stelle utilizzata nel Territorio fiduciario delle Isole del Pacifico a Palau (insieme alla Bandiera delle Nazioni Unite fino al 1965) dal 1960 al 1994
Bandiera del Territorio Fiduciario delle Isole del Pacifico utilizzata a Palau insieme alla Bandiera degli Stati Uniti d'America dal 1965 al 1981